# Cafe Colette
Cafe Colette (Café Colette (título em Portugal) ) é um filme britânico de 1937, do gênero suspense, dirigido por Paul L. Stein e estrelado por Paul Cavanagh, Greta Nissen e Sally Gray.
O filme foi feito no Fountain Studios.

## Elenco
- Paul Cavanagh - Ryan
- Greta Nissen - Vanda Muroff
- Sally Gray - Jill Manning
- Bruce Seton - Roger Manning
- Paul Blake - Ethelred Burke
- Donald Calthrop - Nick
- Dino Galvani - Josef
- Fred Duprez - Burnes
- Cecil Ramage - Petrov
- C. Denier Warren - Compere